# راسيل هاتشيسون
راسيل هاتشيسون (بالإنجليزية: Russell Hutchison)‏ هو لاعب كرة قدم أمريكي، ولد في 6 يوليو 1978 في فرجينيا  في الولايات المتحدة ],GM. لعب مع فيرجينيا بيتش مارينرز.